# Noshiro Maru
La corsara nipponica Noshiro Maru si guadagnò una certa notorietà, anche se, a onor del vero, le prodezze delle navi corsare giapponesi rimarranno per almeno mezzo secolo archiviate in dossier riservati sia giapponesi sia statunitensi.
Comunque questa corsara, insieme alle altre, fu scelta per la grande autonomia e velocità, camuffata con false torri, finti fumaioli, finte sovrastrutture e carichi fasulli, e celava, ben nascoste, un potente armamento come veri e propri incrociatori ausiliari, attrezzati per la guerra contro il traffico mercantile alleato. 
Da precisare che tali corsare condussero una guerra di corsa completamente differente da quella condotta dalle similari tedesche della Kriegsmarine, in quanto i giapponesi concepirono in maniera diversa le operazioni belliche.
La Noshiro Maru fu completata il 28 giugno 1934 nei cantieri Kokusai Kisen K.K. di Tokyo per conto della società armatrice Nippon Yusen K.K.
La nave era stata commissionata per essere utilizzata per trasportare passeggeri e merci varie lungo la rotta Yokohama-New York.
Tra maggio e luglio del 1941, la Noshiro Maru ricevette nei cantieri navali di Yokosuka, prima cannoni, mitragliere e tubi lanciasiluri, e poi tutte le attrezzature necessarie per il trasporto e l'utilizzo dell'aereo da osservazione.
Tali lavori di conversione terminarono nella metà di ottobre con il montaggio di due grandi proiettori, uno da 1.100 mm, e l'altro da 900 mm. Quindi, fu posta al comando del Capitano Yoshikawa Mamoru.
I lavori furono completati il 14 ottobre del 1941.
Fu assegnata quindi alla Divisione di sicurezza di Jokosuka del Distretto Navale di Jokosuka, sotto il comando del Viceammiraglio N. Hirata.